# Spoorlijn Katarínska Huta – Breznička
De spoorlijn Katarínska Huta – Breznička (lijnnummer 163) is een regionale enkelsporige lijn in Slowakije -ten zuiden van het centrum van het land- die Katarínská Huta en Breznička met elkaar verbindt.

## Geschiedenis
De spoorlijn van Breznička naar Katarínská Huta takt in Breznička af van lijn 162 (Lučenec - Poltár - Utekáč) en leidt door de vallei van de Banský Potok via Cinobaňa naar Katarínska Huta.
Ze werd op 24 november 1901 door de private onderneming Losonczvidéki HEV in dienst gesteld. Het hoofddoel daarbij was de terbeschikkingstelling van een spooraansluiting voor de ijzerfabriek en voor de glasblazerij in Katarínska Huta (Cinobaňa).
Uit documentatie aangaande de zomerdienstregeling van 1912 blijkt dat er destijds twee paren gemengde treinen reden die het 10 kilometer lange traject bergopwaarts in 41 minuten aflegden.
Na de Eerste Wereldoorlog, de ineenstorting van Oostenrijk-Hongarije (oktober 1918) en de oprichting van de Eerste Tsjecho-Slowaakse Republiek, kwam de spoorlijn onder het bestuur van de Tsjechoslowaakse Staatsspoorwegen (ČSD). Daarbij werden de Hongaarse bedrijfsnamen vervangen door Slowaakse benamingen.
De ČSD paste in 1938 de dienstregeling op de lijn aan, tot vier treinen per dag in beide richtingen.
Vanaf 1941 gebruikte deze maatschappij motorrijtuigen hetgeen leidde tot een reistijd van 24 minuten in plaats van 41 minuten.
In de jaren 1950 bracht de ČSD het aantal pasagierstreinen op 8 paren per dag, waarbij vrijwel uitsluitend motorrijtuigen werden gebruikt.
Op 1 januari 1993, na het uiteenvallen van de gemeenschappelijke staat Tsjecho-Slowakije in twee aparte staten: Tsjechië en Slowakije, ging de spoorlijn over naar de Slowaakse Spoorwegen (ŽSR).

## Treindienst
Het verkeer van reizigerstreinen naar Katarínská Huta werd op 2 februari 2003 opgeschort. Sedertdien wordt de lijn uitsluitend gebruikt voor het verkeer van goederentreinen.

## Stations en stopplaatsen
De lijn bedient de volgende stations (s) en haltes:
- Breznička (s) – vertakking met lijn 162 (Lučenec – Utekáč)
- Mládzovo
- Cinobaňa
- Maša
- Katarínská Huta

## Externe koppeling
- (sk)  Spoorweginfo
- (sk)  Spoorlijn Poltár - Lučenec - Breznička - Katarínska Huta (rail.sk)
- (sk)  Spoorlijn 163 - Beschrijving (vlaky.net)